# Шрі-Ланка на літніх Олімпійських іграх 1984
Шрі-Ланку на літніх Олімпійських іграх 1984 року в Лос-Анджелесі (США) представляли 4 спортсменів (усі чоловіки), які брали участь у 3 видах спортивних змагань: з важкої атлетики, плавання та вітрильного спорту. Прапороносцем на церемонії відкриття був спортивний функціонер Премасірі Пінневале. Атлети Шрі-Ланки не завоювали жодної медалі.

## Важка атлетика
| Спортсмен           | Дисципліна | Ривок     | Ривок | Поштовх   | Поштовх | Разом | Місце |
| Спортсмен           | Дисципліна | Результат | Місце | Результат | Місце   | Разом | Місце |
| ------------------- | ---------- | --------- | ----- | --------- | ------- | ----- | ----- |
| Суніль Мунік Сільва | до 52 кг   | 80        | 18    | 100       | 15      | 180   | 16    |

## Вітрильний спорт
| Спортсмен                     | Дисципліна | Заплив | Заплив | Заплив | Заплив | Заплив | Заплив | Заплив | Сума балів | Місце |
| Спортсмен                     | Дисципліна | 1      | 2      | 3      | 4      | 5      | 6      | 7      | Сума балів | Місце |
| ----------------------------- | ---------- | ------ | ------ | ------ | ------ | ------ | ------ | ------ | ---------- | ----- |
| Лалін Джірасінха, Раніль Діас | клас 470   | 23     | 27     | 26     | 26     | 20     | 25     | 23     | 179        | 27    |

## Плавання
| Спортсмен       | Дисципліна                            | Гіт      | Гіт   | Фінал      | Фінал      |
| Спортсмен       | Дисципліна                            | Час      | Місце | Час        | Місце      |
| --------------- | ------------------------------------- | -------- | ----- | ---------- | ---------- |
| Джулінг Боллінг | 400 м вільним стилем, чоловіки        | 4:23.42  | 36    | не пройшов | не пройшов |
| Джулінг Боллінг | 1500 м вільним стилем, чоловіки       | 17:16.92 | 27    | не пройшов | не пройшов |
| Джулінг Боллінг | 400 м комплексним плаванням, чоловіки | 5:02.88  | 21    | не пройшов | не пройшов |